# Scopeloberyx pequenoi
Scopeloberyx pequenoi är en fiskart som beskrevs av Kotlyar 2004. Scopeloberyx pequenoi ingår i släktet Scopeloberyx och familjen Melamphaidae. Inga underarter finns listade i Catalogue of Life.